# BDC Marcpol
L'equip BDC Marcpol (codi UCI: BDC) va ser un equip ciclista professional polonès amb categoria continental. Creat el 2011, l'any següent passà al professionalisme.

## Principals resultats
- Dookoła Mazowsza: Robert Radosz (2011), Marcin Sapa (2013)
- Puchar Ministra Obrony Narodowej: Damian Walczak (2012)
- Memorial Andrzej Trochanowski: Konrad Dąbkowski (2013), Kamil Gradek (2014)
- Visegrad 4 Bicycle Race-GP Slovakia: Paweł Bernas (2014)
- Visegrad 4 Bicycle Race-GP Hungary: Paweł Bernas (2014)
- Volta a Sèrbia: Jaroslaw Kowalczyk (2014)
- Memorial Józef Grundmann i Jerzy Wizowski: Blazej Janiaczyk (2014)
- Volta a la Xina I: Kamil Gradek (2014)

### A les grans voltes
- Giro d'Itàlia
  - 0 participacions
- Tour de França
  - 0 participacions
- Volta a Espanya
  - 0 participacions

## Classificacions UCI
L'equip participava en els Circuits continentals de ciclisme. La taula presenta les classificacions de l'equip al circuit, així com el millor ciclista individual.
UCI Àfrica Tour
| Temporada | Classificació per equips | Millor ciclista en la classificació individual |
| --------- | ------------------------ | ---------------------------------------------- |
| 2013      | 9è                       | Paweł Bernas (99è)                             |

UCI Àsia Tour
| Temporada | Classificació per equips | Millor ciclista en la classificació individual |
| --------- | ------------------------ | ---------------------------------------------- |
| 2014      | 15è                      | Kamil Gradek (10è)                             |

UCI Europa Tour
| Temporada | Classificació per equips | Millor ciclista en la classificació individual |
| --------- | ------------------------ | ---------------------------------------------- |
| 2012      | 55è                      | Damian Walczak (207è)                          |
| 2013      | 30è                      | Konrad Dąbkowski (121è)                        |
| 2014      | 17è                      | Paweł Bernas (73è)                             |